# Гагаузија
Гагаузија или Гагауз-Јери (гаг. Gagauz Yeri = „гагауска земља“ или Gagauziya, рум. Găgăuzia, рус. Гагаузия), званично Аутономна територијална јединица Гагаузија (гаг. Avtonom Territorial Bölümlüü Gagauziya, рум. Unitatea Teritorială Autonomă Găgăuzia, рус. Автономное территориальное образование Гагаузия), је аутономни регион у саставу Молдавије. Административни центар Гагаузије је Комрат. Гагаузија је 2006. године имала 155.700 становника.

## Историја
Народ Гагауза је турског порекла и потиче од Турака Селџука, који су се населили у Добруџи, заједно са Печенезима, Узима и Куманима. Иако су првобитно били муслимани, преци Гагауза су прешли на хришћанство (православље), а касније су се (између 1812. и 1846. године), заједно са једним делом Бугара, преселили са источног Балкана и населили у Бесарабији (тада у саставу Руског царства), на територије које и данас настањују.
Током сељачког устанка, 1906. године, Гагаузи су прогласили краткотрајну аутономну Републику Комрат, која је трајала неколико дана. До 1917. године територије настањене Гагаузима биле су у саставу Руског царства, потом у саставу Молдавије (1917–1918), Румуније (1918–1940), Совјетског Савеза (1940–1941), Румуније (1941–1944) и поново Совјетског Савеза (1944–1991). Од 1991. до 1994. године, Гагаузија је била фактички независна држава, а од 1994. године, аутономни је регион у саставу Молдавије.
Дана 19. августа 1991. године, Гагаузија је прогласила независност као Република Гагаузија, неколико дана пре него што ће своју независност прогласити и Молдавија (27. августа), у чијем се саставу подручје Гагаузије формално налазило. 1994. године, Гагаузија се интегрише у политички систем Молдавије као аутономни регион.
Дана 2. фебруара 2014. власти аутономне републике су одржале референдум на којем 98% бирача подржава интеграцију у Евроазијску економску унију и у корист „одложеног статуса аутономије“, што јој даје право да се отцепи од Молдавије у случају губитка самосталности. Молдавске власти прогласиле незаконитим активности референдума и његове резултате.

## Географија
Територија Гагаузије састоји се од четири одвојена дела: највећи део територије је подручје око градова Комрат и Чадир-Лунга, затим подручје око града Вулканешт, док две мање засебне енклаве чине села Карбалија и Копчак.

### Градови
Највећи градови Гагаузије су (са приказом броја становника 2009. године): 
- Комрат (26.000)
- Чадир-Лунга (19.401)
- Вулканешти (15.400)

## Демографија
У Гагаузији живе следеће етничке групе (према процени из 2012. године):
- Гагаузи 127.845 (82,1%)
- Бугари 8.013 (5,1%)
- Молдавци 7.481 (4,8%)
- Руси 5.941 (3,8%)
- Украјинци 4.919 (3,2%)

## Језици
Службени језици у Гагаузији су молдавски, гагаушки и руски.

## Религија
Главна религија у региону је православље са 93,0%. 